# 順河崖墓群
順河崖墓群位於四川省內江市東興區，文物遺址年代判定為東漢。2007年6月1日公佈為四川省第七批文物保護單位。2013年3月5日公佈為第七批全國重點文物保護單位。